# Iberesia castillana
Espèce
Synonymes
- Nemesia castillana Frade & Bacelar, 1931

Iberesia castillana est une espèce d'araignées mygalomorphes de la famille des Nemesiidae.

## Distribution
Cette espèce est endémique d'Espagne. Elle se rencontre en Castille-et-León, en Castille-La Manche et en Andalousie.

## Description
Le mâle holotype mesure 13 mm
Le mâle décrit par  en mesure 13,9 mm et la femelle 21,2 mm, les mâles mesurent de 9,6 à 15,8 mm et les femelles de 13,2 à 26,6 mm.

## Systématique et taxinomie
Cette espèce a été décrite sous le protonyme Nemesia castillana par Frade et Bacelar en 1931. Elle est placée dans le genre Iberesia par Decae et Cardoso en 2006.

## Étymologie
Son nom d'espèce lui a été donné en référence au lieu de sa découverte, la Castille.

## Publication originale
- Frade & Bacelar, 1931 : « Révision des Nemesia de la faune ibérique et description d'espèces nouvelles de ce genre. » Bulletin du Muséum national d'histoire naturelle de Paris, sér. 2, vol. 3, no 2, p. 222-238 (texte intégral).